# Matheus Bidu
Matheus Lima Beltrão Oliveira meglio noto come Matheus Bidu (San Paolo, 4 maggio 1999) è un calciatore brasiliano, difensore del Corinthians.

## Carriera
Cresciuto nei settori giovanili di Portuguesa e Guarani, dopo aver firmato il primo contratto professionistico con il Bugre nel gennaio del 2019, di durata triennale, esordisce in prima squadra il 21 settembre seguente, nella partita di Série B vinta per 1-0 contro il Paraná.
Il 25 gennaio 2022 passa in prestito stagionale al Cruzeiro, con cui conquista la promozione nella massima serie.

## Statistiche

### Presenze e reti nei club
Statistiche aggiornate al 10 dicembre 2024.
| Stagione           | Squadra            | Campionato         | Campionato | Campionato | Coppe nazionali | Coppe nazionali | Coppe nazionali | Coppe continentali | Coppe continentali | Coppe continentali | Altre coppe | Altre coppe | Altre coppe | Totale | Totale |
| Stagione           | Squadra            | Comp               | Pres       | Reti       | Comp            | Pres            | Reti            | Comp               | Pres               | Reti               | Comp        | Pres        | Reti        | Pres   | Reti   |
| ------------------ | ------------------ | ------------------ | ---------- | ---------- | --------------- | --------------- | --------------- | ------------------ | ------------------ | ------------------ | ----------- | ----------- | ----------- | ------ | ------ |
| 2019               | Guarani            | A1/SP+B            | 0+4        | 0+0        | CB              | 0               | 0               |                    | -                  | -                  |             | -           | -           | 4      | 0      |
| 2020               | Guarani            | A1/SP+B            | 11+30      | 1+3        |                 | -               | -               |                    | -                  | -                  |             | -           | -           | 41     | 4      |
| 2021               | Guarani            | A1/SP+B            | 10+35      | 0+4        |                 | -               | -               |                    | -                  | -                  |             | -           | -           | 45     | 4      |
| Totale Guarani     | Totale Guarani     | Totale Guarani     | 90         | 8          |                 | 0               | 0               |                    | -                  | -                  |             | -           | -           | 90     | 8      |
| 2022               | Cruzeiro           | A1/MG+B            | 6+28       | 1+2        | CB              | 5               | 0               |                    | -                  | -                  |             | -           | -           | 39     | 3      |
| 2023               | Corinthians        | A1/CP+A            | 3+24       | 0+0        | CB              | 3               | 1               | CL+CS              | 3+5                | 0+0                |             | -           | -           | 38     | 1      |
| 2024               | Corinthians        | A                  | 23         | 2          | CB              | 5               | 0               | CS                 | 5                  | 0                  |             | -           | -           | 33     | 2      |
| Totale Corinthians | Totale Corinthians | Totale Corinthians | 50         | 2          |                 | 8               | 1               |                    | 13                 | 0                  |             | -           | -           | 71     | 3      |
| Totale carriera    | Totale carriera    | Totale carriera    | 174        | 13         |                 | 13              | 1               |                    | 13                 | 1                  |             | -           | -           | 200    | 14     |

## Palmarès

### Club

#### Competizioni nazionali
- Campeonato Brasileiro Série B: 1

Cruzeiro: 2022

#### Competizioni statali
- Campionato paulista: 1

Corinthians: 2025